# Pterogobius zonoleucus
Pterogobius zonoleucus es una especie de peces de la familia de los Gobiidae en el orden de los Perciformes.

## Morfología
Los machos pueden llegar a alcanzar los 6,7 cm de longitud total.

## Hábitat
Es un pez de Mar y, de clima templado y demersal.

## Distribución geográfica
Se encuentra en el Japón y la Península de Corea.

## Observaciones
Es inofensivo para los humanos. 